# 华莱士·卡罗瑟斯
华莱士·休姆·卡罗瑟斯（英語：Wallace Hume Carothers，1896年4月27日—1937年4月29日），美国化学家，尼龙和氯丁橡胶的发明者。

## 生平
卡罗瑟斯出生于爱荷华州伯灵顿，他在家中四个小孩排行老大，有一个弟弟跟两个妹妹。青年时期着迷于各种工具和机械装置，当他进入爱荷华州得梅因的公立学校就读，在那里被认为为一个认真的学生。毕业后迫于父亲的压力，进入得梅因的Capital City Commercial College就读，而其父是该校的副校长。与1915年7月完成会计和文秘课程。
1915年9月，卡罗瑟斯进入密苏里州的Tarkio College，尽管最初主修英语，但在化学系主任Arthur Pardee的影响下转向化学，由于化学成绩优异，在Arthur Pardee前往南达科他大学（University of South Dakota）担任化学系主任后成为化学老师，在学习的同时教授高年级课程。1920年24岁时从Tarkio College取得理学学士学位，之后进入伊利诺大学在Carl Shipp Marvel教授的指导下攻读硕士学位，并于1921年获得。
1921年至1922年，他在南达科他大学担任了一年的化学讲师，这也随着卡罗瑟斯被美国化学会志接收并发表的研究论文而成为了他独立科研生涯的开端。在这篇文章的研究工作中卡罗瑟斯测定了苯基异氰酸酯(C6H5-N=C=O)和叠氮基苯(C6H5-N=N=N)的物理性质，由于两种物质测得的物理性质非常相似，使得卡罗瑟斯得出结论认为叠氮基苯分子中的叠氮基结构应该是三个氮原子呈直链排列而非过去认为的环状结构.
之后回到伊利诺伊大学在罗杰·亚当斯的指导下攻读博士，主修有机化学的同时辅修物理化学和数学，1924年取得博士学位。
1924年起担任了两年伊利诺伊大学香槟分校有机化学讲师。1926年入哈佛大学任有机化学讲师。1927年杜邦公司决定开始资助一些不以在短时间内开发出赚取利润的化学产品为目标的基础理论研究，卡罗瑟斯前往威尔明顿商讨加入杜邦公司并出任新建的基础研究实验室中的有机化学研究主管的可能性。
离开学术界加入工业界对卡罗瑟斯是一个艰难的决定。起初他拒绝了杜邦的聘用，理由是日益加重的神经衰弱。虽然如此，杜邦的一位主管Hamilton Bradshaw还是来到哈佛劝说卡罗瑟斯改变想法，并承诺给予他更高的工资，相比于在哈佛每月267美元的收入在杜邦卡罗瑟斯可以拿到每月500美元的工资。
后来在写给他在Tarkio College时期的室友Wilko Machetanz的一封信中，他放大了他的抑郁感。

## 发明氯丁橡胶
1928年2月26日卡罗瑟斯成为杜邦公司有机化学研究的负责人，他来到杜邦后的第一个目标是合成出一种最早由德国化学家赫尔曼·埃米尔·费歇尔实现合成的分子量超过4200的聚合物。然而直到1929年中旬，卡罗瑟斯带领的研究团队仍未能合成出分子量超过4000的这种聚合物。1930年1月，Elmer K. Bolton博士成为卡罗瑟斯的顶头上司（immediate boss）。Bolton想要在1930年取得实际的成果而且他的愿望实现了。Bolton要求卡罗瑟斯试验利用乙炔聚合生产合成橡胶.1930年4月，卡罗瑟斯的研究组的一名成员Arnold M. Collins博士分离得到了生产合成橡胶所用的单体氯丁二烯并合成出了第一种合成橡胶－氯丁橡胶。

## 发明聚酯
同年华莱士研究团队的另一名成员Julian Hill博士开始尝试合成分子量大于4000的聚酯。他的努力很快就得到了回报，一种分子量达到12000的人造聚合物被合成了出来。如此高的分子量足以使得熔融后的聚合物拉伸成丝状纤维，因此这种聚合物也被称作人造丝绸，化学家成之为超级聚酯(superpolyester)。
聚酯和聚酰胺是两例利用逐步聚合(step-growth polymerization)进行缩聚合成的典型例子。卡罗瑟斯就此建立起逐步聚合的理论并推导出了卡罗瑟斯方程(Carothers equation)，该方程可根据单体的转化率计算出通过逐步聚合的方式得到的聚合物所具有的平均聚合度（average degree of polymerization），这个方程表明对于逐步聚合，要得到高分子量的聚合物需要单体在缩聚反应中有高的转化率。
Hill博士还通过将二醇和二酸混合后减压加热通过分子蒸馏器（molecular still ）移除缩聚反应产生的痕量的水来得到强韧而有弹性的人造纤维。遗憾的是由于这种纤维在热水中会变成粘性的物质而未能被商业化。此后的几年中卡罗瑟斯中断了在聚合物方面的研究工作。

## 发明聚酰胺
1934年克罗瑟斯将关注转回到纖維的合成上，他的研究團隊用二胺代替二醇和二酸缩合合成聚酰胺。由于酰胺比酯基更稳定所以合成出的聚酰胺比之前合成出的聚酯更穩定，也由于聚酰胺通过氢键作用可以形成结晶态因此使得它的機械性能增强。因此使得它们比聚酯在日常生活生產中有更廣泛和實際的用途。卡罗瑟斯的研究使得一系列新的聚酰胺問世。這個項目的實驗室工作主要是由W.R. Peterson博士和Donald Coffman博士完成的。1935年Gerard Berchet博士加入到聚酰胺的研究項目中。
1934年夏，在這項研究期間，在尼龙最终發明之前卡羅瑟斯離開工作消失了一段時間，没有人知道他去了哪里。他在巴尔的摩的一家精神病诊所被找到。顯然深度的抑郁症迫使他驅車前往巴尔的摩向精神科醫生諮詢，並入院。

## 尼龙问世
出院后不久，华莱士回到杜邦，Bolton指示他继续聚酰胺的研究。
卡罗瑟斯在超高分子量聚合物的研究开始时未受到任何约束且在他的心中也没有任何实际的目标。但是由于这一研究是化学的一个新的领域，杜邦认为任何化学研究的新突破都可能给公司带来带来利润。在研究过程中卡罗瑟斯得到了一些在高温下会变得粘稠的聚合物，观察发现通过将一个棒子插入融化的聚合物中并将棒子从中抽出的方法可以将这种材料纺成细丝。这一发现使得项目的研究重心转移到了这些细丝上，最终尼龙问世。
1935年2月28日，在卡罗瑟斯的指导下Gerard Berchet以己二胺(Hexamethylenediamine)和己二酸为原料合成出了半盎司的聚合物聚酰胺66，也就是后来为人熟知的尼龙，尽管尼龙66由于熔点高难以处理，但Bolton仍选择它来开发商业化的产品，他挑选了George Graves博士作为华莱士的项目工作搭档，最终George Graves取代了他成为聚酰胺项目的领导者。

## 家庭
1936年2月21日卡罗瑟斯和Helen Sweetman结婚。
1937年1月8日他的妹妹Isobel因肺炎去世，卡罗瑟斯与妻子Helen前往芝加哥出席葬礼并将其安葬在得梅因，妹妹的去世亦使其忧郁症更加严重。1937年4月28日卡罗瑟斯前往杜邦的实验站工作，次日他在费城附近的一家旅馆的房间内喝下掺有氰化物的橘汁自杀。没有发现任何遗嘱